# Handroanthus impetiginosus
Pour les articles homonymes, voir Lapacho (préparation).
Espèce
Classification phylogénétique
Synonymes
- Gelseminum avellanedae (Lorentz ex Griseb.) Kuntze
- Handroanthus avellanedae (Lorentz ex Griseb.) Mattos
- Handroanthus impetiginosus var. lepidotus (Bureau) Mattos
- Tabebuia avellanedae Lorentz ex Griseb.
- Tabebuia dugandii Standl.
- Tabebuia impetiginosa (Mart. ex DC.) Standl.
- Tabebuia ipe var. integra (Sprague) Sandwith
- Tabebuia nicaraguensis S.F. Blake
- Tabebuia palmeri Rose
- Tabebuia schunkevigoi D.R. Simpson
- Tecoma adenophylla Bureau ex K. Schum.
- Tecoma avellanedae (Lorentz ex Griseb.) Speg.
- Tecoma avellanedae var. alba Lillo
- Tecoma impetiginosa Mart. ex DC. - basionyme
- Tecoma impetiginosa var. lepidota Bureau
- Tecoma integra (Sprague) Chodat
- Tecoma ipe fo. lepidota Sprague
- Tecoma ipe fo. leucotricha Hassl.
- Tecoma ipe var. integra Sprague
- Tecoma ipe var. integrifolia Hassl.[2]

Handroanthus impetiginosus, le Lapacho ou arbre sacré des Incas, est une espèce de plantes à fleurs de la famille des Bignoniaceae. C'est un arbre qui pousse dans les régions subtropicales et tropicales des Amériques depuis le Mexique jusqu'au Nord de l'Argentine. Il est l'arbre national du Paraguay.

## Description
Sa taille maximale est de 35 m.
Sa floraison dure de mai à août. Ses nombreuses fleurs sont roses et en forme de cloche.
Pousse en zone USDA 9b à 11.

## Utilisation médicinale
Son bois est précieux car il possède des vertus médicinales qui étaient déjà connues des populations indigènes qui le consommaient en décoction. 
Il est aujourd'hui utilisé en phytothérapie.